# Paul Friedrich zu Mecklenburg

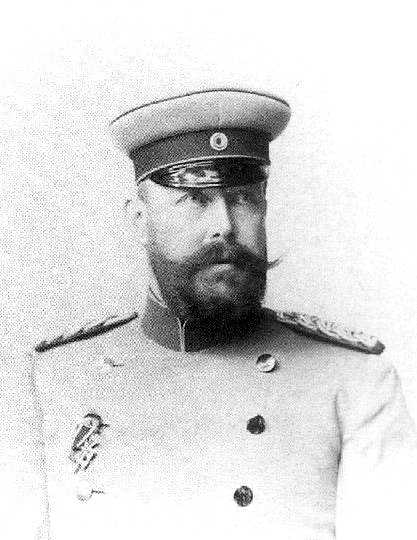
Paul Friedrich, Herzog zu Mecklenburg [-Schwerin]

Paul Friedrich, Herzog zu Mecklenburg [-Schwerin] (* 19. September 1852 in Ludwigslust; † 17. Mai 1923 ebenda; vollständiger Name: Paul Friedrich Wilhelm Heinrich) war ein mecklenburg-schwerinscher Herzog und preußischer General der Kavallerie.

## Leben
Paul Friedrich war das zweite Kind des Großherzogs Friedrich Franz II. und dessen ersten Frau, geb. Prinzessin Auguste Reuß zu Köstritz. 1870 bis 1876 diente er, zuerst als Leutnant, dann als Rittmeister, im Brandenburgischen Husaren-Regiment (Zietensche Husaren) Nr. 3 in Rathenow. Mit dem Regiment hatte er 1870/71 am Krieg gegen Frankreich teilgenommen und war mit dem Eisernen Kreuz II. Klasse ausgezeichnet worden.
Er bekleidete seit 9. April 1902 den Dienstgrad als Großherzoglich Mecklenburgischer General der Kavallerie und stand à la suite des 1. Großherzoglich Mecklenburgischen Dragoner-Regiments Nr. 17.
Er war seit 1873 Corpsschleifenträger des Corps Borussia Bonn.

## Ehe und Nachkommen
Paul Friedrich heiratete am 5. Mai 1881 seine Cousine, die österreichische Prinzessin Marie von Windisch-Graetz, die dritte Tochter von Prinz (ab 1867: Fürst) Hugo von Windisch-Graetz und dessen Frau Luise, geb. Herzogin zu Mecklenburg(-Schwerin). Das Paar hatte fünf Kinder:
- Paul Friedrich, Herzog zu Mecklenburg (1882–1904)
- Maria Luise, Herzogin zu Mecklenburg (1883–1887)
- Marie Antoinette, Herzogin zu Mecklenburg (1884–1944)
- Heinrich Borwin, Herzog zu Mecklenburg (1885–1942)

⚭ 1911–1913 Elisabeth Pratt-Tibbits (1860–1929)
⚭ 1915–1921 Natalie Oelrichs (1880–1931)
⚭ 1921 Carola Schmitz, geb. von Alers (1882–1974)
- Joseph, Herzog zu Mecklenburg (*/† 1889)

Obwohl das Haus Mecklenburg evangelisch-lutherisch war, zog das Paar ihre Kinder im römisch-katholischen Glauben auf. 1884 konvertierte der Herzog zum katholischen Glauben. Die Finanzprobleme des herzoglichen Paares führten dazu, dass Großherzog Friedrich Franz IV. mit Bekanntmachung vom 5. März 1906 das Herzogspaar entmündigen ließ und unter die Kuratel von Oberlandstallmeister Christian von Stenglin (1843–1928) stellte.

## Auszeichnungen

### Orden und Ehrenzeichen
(Quelle: Grossherzoglich Mecklenburg-Schwerinscher Staatskalendar, 1908)
- Schwarzer Adlerorden mit Kette
- Orden vom Niederländischen Löwen, Großkreuz
- Hubertusorden
- Elefanten-Orden
- Orden des Heiligen Andreas des Erstberufenen
- Hausorden der Wendischen Krone
- Gedächtnismedaille für Großherzog Friedrich Franz III.

---
- Elefanten-Orden: 3. August 1904
- Orden Danilos I. für die Unabhängigkeit, Großkreuz
- Osmanié-Orden
- Großherzoglich Hessischer Ludwigsorden, Großkreuz: 12. Oktober 1864[6]
- Turm- und Schwertorden, Großkreuz
- Oldenburgischer Haus- und Verdienstorden des Herzogs Peter Friedrich Ludwig, Großkreuz
- Alexander-Newski-Orden